# 道央トランペット協会
道央トランペット協会（どうおうトランペットきょうかい）は、北海道の音楽団体。英語表記はDohoh Trumpeters' Association。

## 概要
2003年9月に発起され、翌2004年5月に当時日本トランペット協会会長の北村源三を、苫小牧市に招聘し金管楽器のコンサートを開催したのを機会に結成された。初代会長には、洗足学園音楽大学トランペット専攻出身の吉田昌司が就いた。道央圏内のトランペット音楽の普及を目的としている。
会員は演奏家、教育者、アマチュア演奏者、愛好家、学生などで構成されている。日本トランペット協会に所属している。
2011年9月に苫小牧市文化会館において、第2回ブリリアント・トランペット・コンサートを開催。第3回目は2014年5月2日に同じく苫小牧市文化会館で芸術の森ブラス・アンサンブルと共に開催し、北村源三が名誉顧問と成った。第4回は2015年7月5日に苫小牧市文化会館で予定している。